# Paspalum exaltatum
Paspalum exaltatum är en gräsart som beskrevs av Jan Svatopluk Presl. Paspalum exaltatum ingår i släktet tvillinghirser, och familjen gräs. Inga underarter finns listade i Catalogue of Life.